# Богдановы
Богдановы — дворянские роды, один из которых происходит из рязанских бояр.
Существуют шесть фамилий Богдановых, из которых пять внесены в Гербовник:
1. Потомки Облагини, выехавшего из Швеции в 1375 году (в Гербовник не внесены).
2. Потомки Тоузака Неклюдовича Богданова, жалованного поместьями в 1580 году (Герб. Часть VI. № 31).
3. Богдановы, предок которых жалован был поместьем в 1614 году (Герб. Часть III. № 56).
4. Потомки Ивана Семеновича Богданова, который в 1645 году наследовал вотчины отца (Герб. Часть VI. № 81).
5. Потомки Воина Богданова, жалованного поместьем в 1645 году (Герб. Часть VIII. № 85).
6. Иван Богданов, дед и отец которого находились в обер-офицерских чинах и который вступил в службу в 1779 году и 30 мая 1804 года получил диплом на дворянское достоинство (Герб. Часть VIII. № 152)[2][3][4].

## Происхождение и история рода
Род Богдановых записан среди бояр великого княжества Рязанского, до присоединения его к московскому княжеству (1521).
Опричниками Ивана Грозного (1573) числились Ждан и Юрий Богдановы.
В Боярской книге в 1690 и 1701 году, отдельно от дворян Богдановых записаны: стольники Иван Романович и Михаил Бегичев Богдановы с титулом — Князь (см. описание герба).
Все они ведут своё происхождение от разных родоначальников, имея при этом и разные гербы. Так, одни происходят от Тоузака Неклюдовича Богданова, жалованного поместьем от Иоанна Грозного (1580). Иван Захарьевич Богданов воевода в Кокшайске (1600). Василий Максимович Богданов упоминается на службе в Верхотурье (1660). Алексей Васильевич Богданов послан в 1668 году к сибирскому архиепископу Киприану с приглашением прибыть в Москву для получения белого митрополичьего клобука.
Григорий Карпович Богданов — дьяк Разрядного приказа (1657), потом в Приказе казанского дворца, а в царствование царя Фёдора Алексеевича занимал должность думного дьяка. В XVII столетии Богдановы, кроме того, служили просто в дьяках, городовых дворянах, стольниках и дворянах московских. Один из них был стольником царицы Натальи Кириловны, а трое — Яков Иванович, Григорий и Михаил Самсоновичи — были стольниками Петра Великого. Тридцать Богдановых владели населенными имениями (1699).

## Описание гербов

#### Гербовник А. Т. Князева.
В Гербовнике Анисима Титовича Князева 1785 года имеется изображение двух печатей с гербами представителей рода Богдановых:
1) Герб Ивана Яковлевича Богданова: на княжеской мантии под обычной дворянской короною расположен щит, круглой формы с каймой, в красном поле которого по зеленой траве бежит в левую сторону серебряный олень с золотыми рогами (польский герб Брохвич, сходен с гербом Богдановых ОГДР. III. № 56).
2) Герб Варвары Васильевны Богдановой: в щите имеющим золотую кайму и верхнею половину синею, а вторую нижнею — красную, положены крестообразно две серебряные стрелы остриями вниз (изм. польский герб Ёдзешко). Посередине щита серебряная шпага с золотым эфесом, острием вниз. Щит увенчан обычным дворянским шлемом с дворянскою короною (сходен с гербом Богдановых ОГДР. VI. № 81).

#### Герб. Часть III. № 56.
Герб рода Богдановых: в щите, имеющем красное поле, изображён серебряный олень, бегущий в левую сторону (польский герб Брохвич). Щит увенчан обыкновенным дворянским шлемом с дворянской на нём короной. Намёт на щите красный, подложенный серебром. Герб внесён в Общий гербовник дворянских родов Российской империи, часть 3, 1-е отделение, стр. 56.

#### Герб. Часть VI. № 31.
Герб потомства Тоузака Неклюдова сына Богданова: в щите, имеющем красное поле, изображены два льва, держащие передними лапами золотой лук со стрелою. Щит увенчан дворянским шлемом и короною со страусовыми перьями. Намёт на щите красный, подложенный золотом.

#### Герб. Часть VI. № 81.
Герб потомства Ивана Семеновича Богданова: в щите, имеющем верхнее поле голубое, а нижнее красное, крестообразно положены две золотые стрелы и меч, остроконечием вниз. Щит увенчан дворянским шлемом и короною. Намёт на щите красный и голубой, подложенный золотом. Щитодержатели: воин с пикой и лев.

#### Герб. Часть VIII. № 85.
Герб потомства Воина Богданова: в щите, разделенном на четыре части, изображены в первой и четвертой частях в голубом поле две согнутые в золотых латах руки, держащие по одной серебряной стреле остроконечием к правым нижним углам. Во второй и третьей частях в красном поле по две серебряные стрелы, положенные горизонтально одна над другой остроконечиями в правую сторону. Щит увенчан дворянским шлемом и короною со страусовыми перьями. Намёт на щите голубой и красный, подложенный золотом. Щитодержатели: два льва.

#### Герб. Часть XVIII. № 10.
Герб потомства Федора Филипповича Богданова владевшего в 1645 году поместьями: серебряный щит поделен голубым крестом. В нем вертикально золотой перевязанный ржаной сноп. В серебряных частях щита по красной стреле остриями к середине щита. Над щитом дворянский коронованный шлем. Нашлемник — три страусовых пера: среднее — серебряное, на нем вертикально черный меч острием вниз, правое красное, левое голубое. Намёт справа красный с серебром, слева голубой с серебром. Щитодержатели: два золотых льва с красными глазами и языками.

#### Герб. Часть VIII. № 152.
Герб статского советника, кавалера ордена Святого равноапостольного князя Владимира — Ивана Богданова: в щите, разделенном горизонтально надвое, в верхней половине в правом, голубом поле, изображена серебряная пчела, летящая в левую сторону, а в левом, красном поле — серебряный ключ и над ними посредине щита золотая звезда. В нижней половине в золотом поле находится дерево с плодами натурального цвета. Щит увенчан дворянским шлемом и короною, на поверхности которой видны два чёрных орлиных крыла. Намёт на щите красный и голубой, подложенный золотом.

## Известные представители
- Богданов Гаврил — дьяк, служащий воеводского управления в Астрахани (1615—1617), в Вязьме (1623—1624).
- Богдановы: Андрей и Григорий — дьяки (1658)[6].
- Богданов Василий Максимович — подьячий, служащий воеводского управления в Верхотурье (1659—1668). (два раза).
- Богданов Андрей — дьяк, служащий воеводского управления в г. Двина (1663—1665), в Олонце (1672—1674), в Двине (1676—1678).
- Богданов Григорий Карпович — дьяк, потом думный дьяк.
- Богданов Григорий Кузьмич — дьяк, служащий воеводского управления в Астрахани (1666—1668), во Пскове (1677).
- Богданов Павел — подьячий, служащий воеводского управления во Владимире на Клязьме (1678—1680)[11].
- Богданов Петр Осипович — московский дворянин (1692).
- Богдановы: Любим Анофриевич, Сила Прокофьевич — московские дворяне (1692—1695).
- Богданов Григорий Самсонович — стольник (1696)[6].
- Богданов Дементий Иванович (1791—1879) — русский генерал, военный инженер.
- Богданов Иван Минич (1802—1867) — русский генерал